# Out of Ashes
Out of Ashes est le premier album du groupe rock Dead by Sunrise ; le projet solo de Chester Bennington et des membres de Julien-K. Cet album est sorti le 13 octobre 2009. 
Chester Bennington avait déclaré qu'il y aurait trois clips de cet album, mais seulement deux ont d'ores et déjà été dévoilés, il s'agit de Crawl Back In et Let Down. Il n'y aura pas de troisième clip, qui devait être Fire. 

## Liste Des Titres
| No  | Titre                         | Durée |
| --- | ----------------------------- | ----- |
| 1.  | Fire                          | 3:50  |
| 2.  | Crawl Back In                 | 3:02  |
| 3.  | Too Late                      | 2:59  |
| 4.  | Inside of Me                  | 2:18  |
| 5.  | Let Down                      | 3:58  |
| 6.  | Give Me Your Name             | 4:56  |
| 7.  | My Suffering                  | 2:33  |
| 8.  | Condemned                     | 2:38  |
| 9.  | Into You                      | 3:24  |
| 10. | End of the World              | 3:56  |
| 11. | Walking In Circles            | 4:43  |
| 12. | In the Darkness               | 5:28  |
| 13. | Morning After (Chanson Bonus) | 3:30  |

## Composition du groupe lors de l'enregistrement de l'album
- Chester Bennington : Chant, guitare i clavier
- Ryan Shuck : Guitare & Chœur
- Amir Derakh : Guitare & Synthétiseur
- Brandon Belsky : Basse
- Elias Andra : Batterie
- Fu Valcic : DJ & Clavier